# O Caçador de Diamantes
O Caçador de Diamantes é um filme brasileiro do gênero drama de 1934, escrito, produzido e dirigido por Vittorio Capellaro.  É o único filme dirigido por Capellaro que fora preservado por completo.

## Sinopse
São Paulo durante o século XVII: a epopeia das entradas e bandeiras, as incursões dos bandeirantes através do sertão selvagem, em busca da riqueza e da mão-de-obra indígena, ao custo de mil dificuldades que, por vezes, se pagam com um fracasso.

## Elenco
- Corita Cunha como Dona Maria
- Sérgio Montemor como Dom Fernando
- Francisco Scollamieri como Dom Luiz
- Irene Rudner como Potoju
- Rubens Rocca como Dom Ruy
- Reginaldo Calmon como Imbu
- Elmo Califontes como Pedro
- De Carlos como D. Antônio de Barros

## Recepção

### Críticas
O filme recebera críticas positivas quando do seu lançamento, dentre elas do escritor paulista Guilherme de Almeida que definira o filme como “(...) o filme de nossa terra e nossa gente! São Paulo do século XVII, das bandeiras e das entradas no sertão, transportado para a tela com realismo maravilhoso”. O filme fora distribuído pela Paramount, mas fora um fracasso de bilheteria. 

## Preservação
Com o intuito de preservar a cópia remanescente do filme, a Cinemateca Brasileira restaurara o filme em 1997, tendo sido realizada uma sessão especial do filme em 2001, com a presenta de Corita Cunha. 